# Gianni Di Martino
Pour les articles homonymes, voir Martino.
Gianni Di Martino (né le 6 juin 1972) est un joueur international de rugby à XV suisse d'origine italienne.

## Biographie
Il a commencé le rugby à l'âge de 10 ans à l'école de Rugby du RCG. Dix fois champion suisse et douze coupes suisses, champion d'Europe deuxième division avec l'équipe nationale suisse.[réf. nécessaire]
Il a joué pour plusieurs clubs, dont le club de Bologne Rugby, le club de Rumilly, le Rugby Club Genève (RCG), le Nyon Rugby Club[réf. nécessaire] et le RC Genève PLO.
Il joue le plus souvent centre mais peut aussi jouer arrière. Il mesure 1,72 m pour 88 kg[réf. nécessaire]. Gianni Di Martino est international Suisse à XV et à VII.
Di Martino fonde en 2010 le club des Switzers, composé d'une équipe masculine spécifiée en rugby à sept et une équipe féminine évoluant dans le championnat suisse à XV de LNB-F et participant a certains tournois à sept.[réf. nécessaire]
En 2011, il s'engage avec le Rugby Club CERN Meyrin St Genis (RC CMSG) en Suisse[source insuffisante].